# Kaidma
Kaidma est un village de 27 habitants de la Commune de Illuka du Comté de Viru-Est en Estonie. 
Avant la réforme administrative (en) de 2017 en Estonie, le village de Kaidma faisait partie de la commune d'Illuka. Selon le recensement de 2011 (en), le village comptait comptait 20 habitants, dont 18 (90,0 %) Estoniens. 